# Xanthisthisa lemairei
Xanthisthisa lemairei är en fjärilsart som beskrevs av Claude Herbulot 1973. Xanthisthisa lemairei ingår i släktet Xanthisthisa och familjen mätare. Inga underarter finns listade i Catalogue of Life.